# Вифлеемская звезда

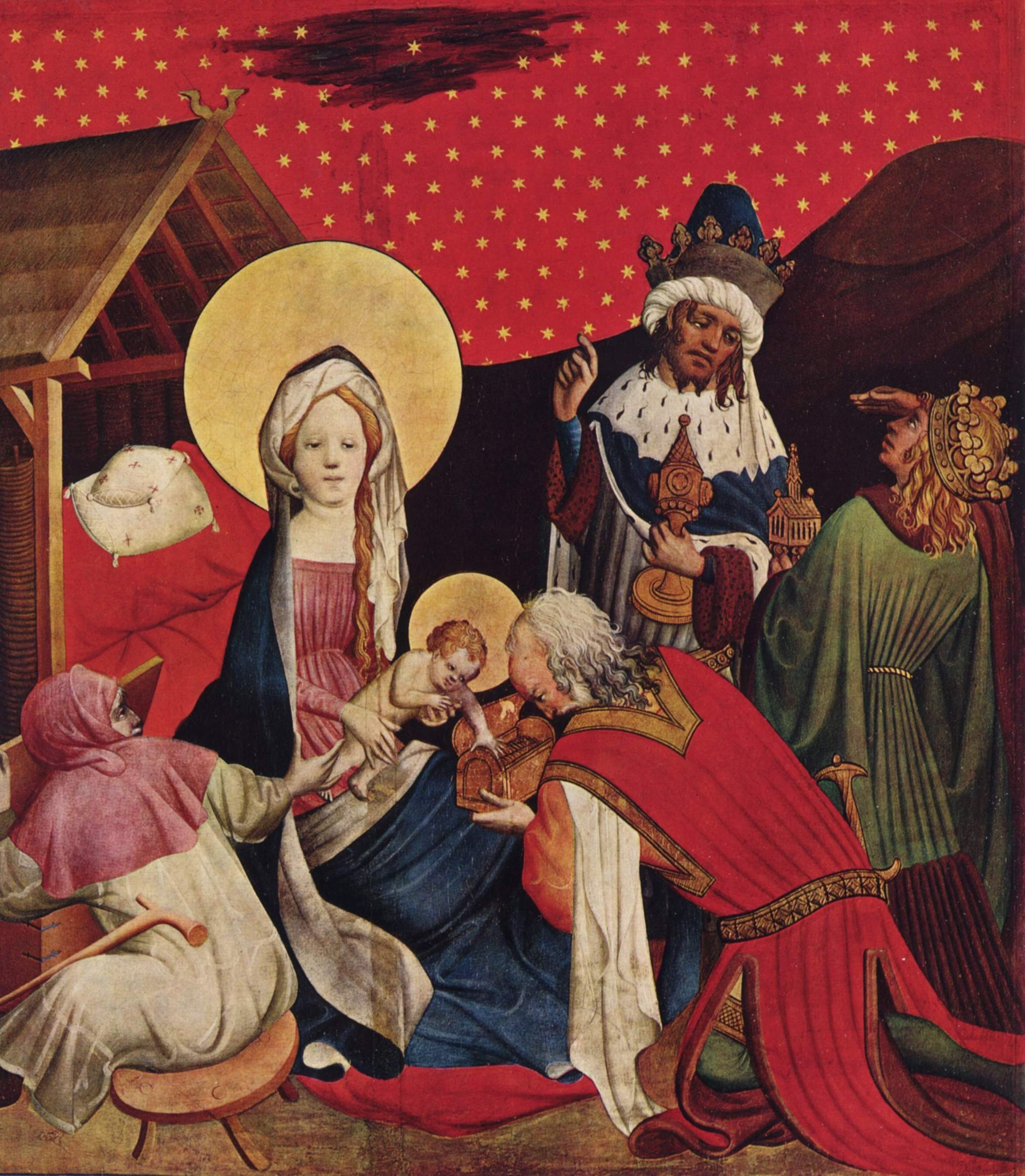
Поклонение волхвов.
Мастер Франке, около 1424 года. Гамбургский кунстхалле

Вифлее́мская звезда́, или Звезда волхво́в, или Звезда Рождества́ — необычное небесное явление, которое, согласно Евангелию от Матфея, восточные волхвы назвали звездой. Увидев её на воcтоке и решив, что родился «царь Иудейский», они пришли в Иерусалим, чтобы поклониться ему. Не найдя там искомого, волхвы по совету царя Ирода отправились в Вифлеем Иудейский.
Там волхвы во второй раз увидели звезду, после того как она «остановилась над местом, где был Младенец. Увидев же звезду, они возрадовались радостью весьма великою, и, войдя в дом, увидели Младенца с Мариею, Матерью Его».
Значимый атрибут празднования Рождества Христова у христиан и иконографии «Рождества Христова» и «Поклонения волхвов».

## Евангельский текст

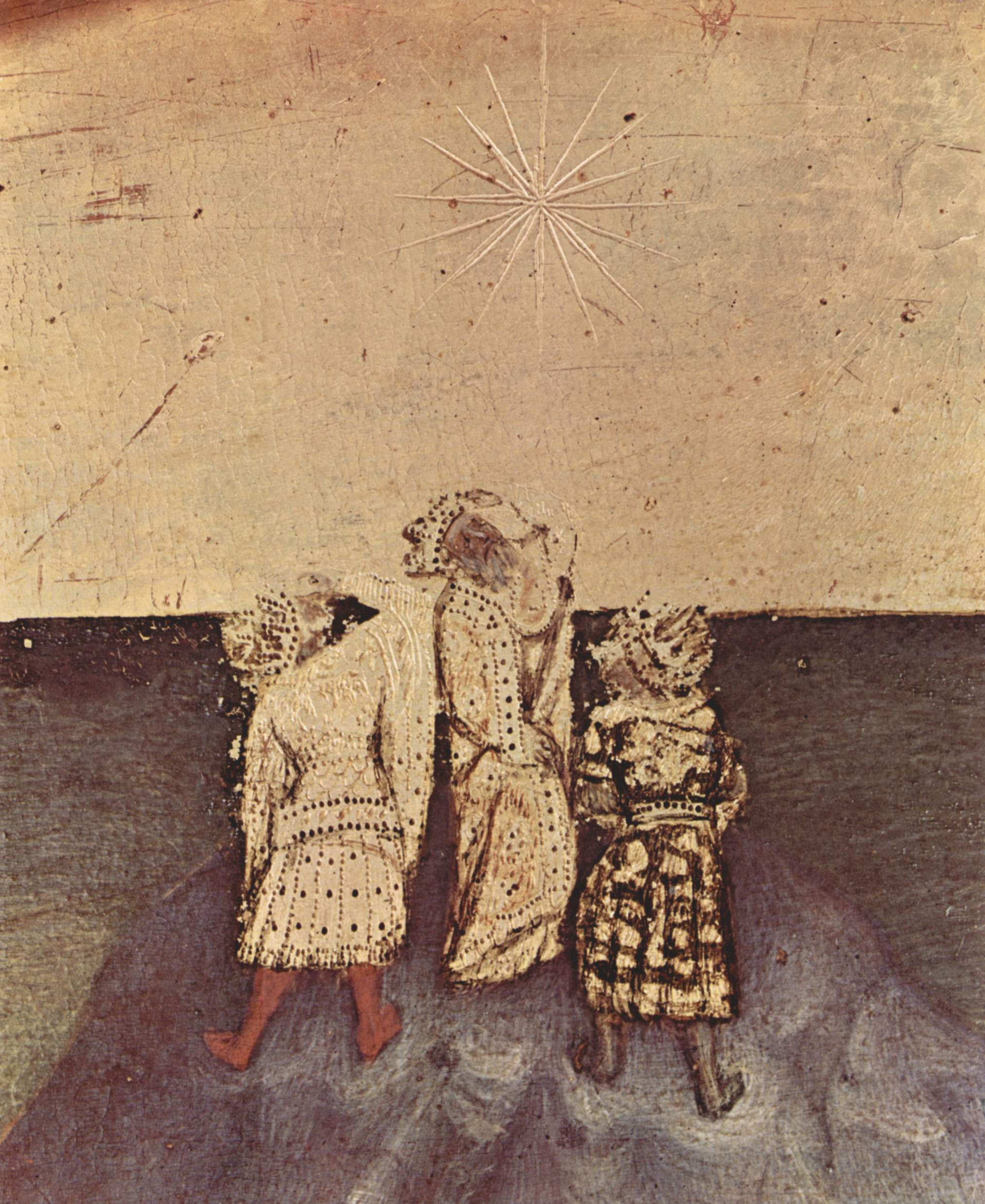
«Поклонение волхвов», фрагмент, Джентиле да Фабриано, 1423. Галерея Уффици

Согласно Евангелию от Матфея, волхвы видели «звезду» два раза: в первый раз на востоке (или «на восходе»), а во второй после того как она «остановилась» над домом, в котором находились Младенец Христос с Девой Марией:

Когда же Иисус родился в Вифлееме Иудейском во дни царя Ирода, пришли в Иерусалим волхвы с востока и говорят: где родившийся Царь Иудейский? ибо мы видели звезду Его на востоке и пришли поклониться Ему.
— Мф. 2:1-2

Они, выслушав царя, пошли. И се, звезда, которую видели они на востоке, шла перед ними, как наконец пришла и остановилась над местом, где был Младенец. Увидев же звезду, они возрадовались радостью весьма великою, и, войдя в дом, увидели Младенца с Мариею, Матерью Его, и, пав, поклонились Ему; и, открыв сокровища свои, принесли Ему дары: золото, ладан и смирну.
— Мф. 2:9-11

### Пророчества
В числе ветхозаветных пророчеств об Иисусе Христе есть следующий текст прорицателя Валаама:
Вижу Его, но ныне ещё нет; зрю Его, но не близко. Восходит звезда от Иакова и восстаёт жезл от Израиля, и разит князей Моава и сокрушает всех сынов Сифовых (Чис. 24:17).
Многие Отцы Церкви пророчество Валаама о звезде относят к явлению Вифлеемской звезды. 
Епископ Александр (Милеант) считал, что «звезда» и «жезл» являются образными именованиями Мессии (Иисуса Христа), а предсказание поражения пригласивших его князей Моава и потомков Сифа, имеет иносказательный смысл и подразумевает сокрушение сил зла, ополчающихся на Царство Мессии. По его мнению, «пророчество Валаама о Звезде из колена Иакова положило начало верованию, как израильтян, так и персов, от которых пришли евангельские волхвы, что пришествие Мессии будет предварено появлением на небе яркой звезды».

## Идентификация звезды

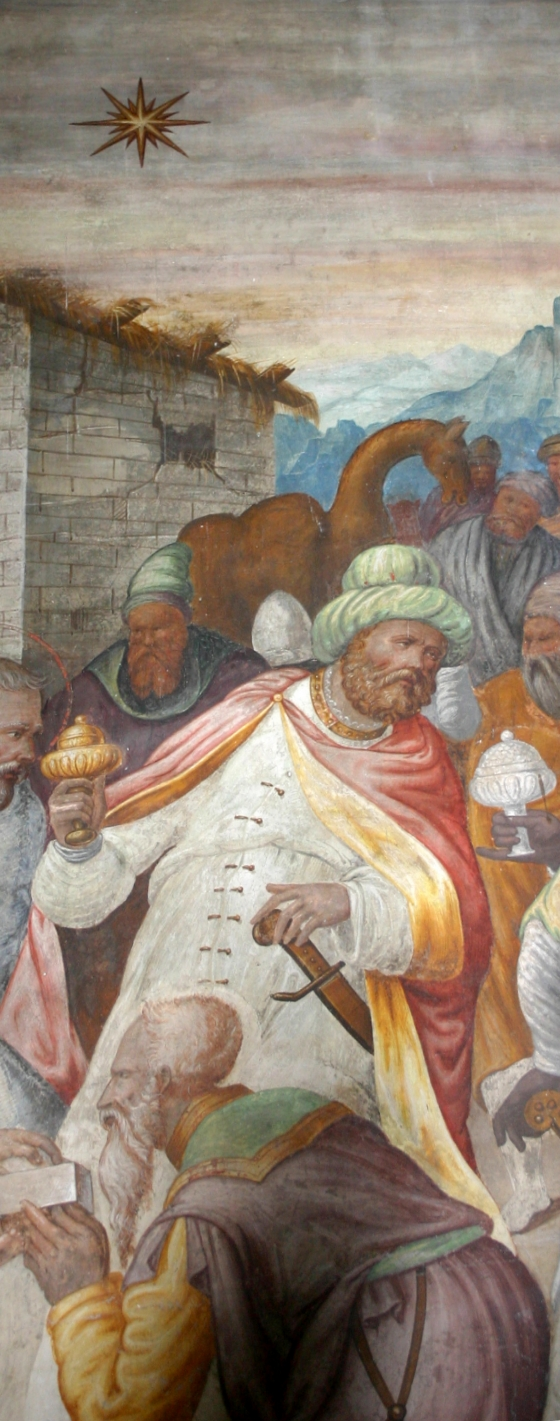
Поклонение волхвов. Фреска в церкви Святого Марка в Милане. Неизвестный художник. XVII век

### Мнения религиозных деятелей
Архимандрит Никифор Бажанов считал, что Вифлеемская звезда была не естественным астрономическим телом, а чудесным явлением: исполнив своё назначение, она затем исчезла с неба. Согласно святителю Димитрию Ростовскому, когда волхвы пришли в Иерусалим, она скрылась, чтобы её не мог увидеть Ирод, потом снова вернувшись.
Христианский богослов Ориген (III век) и преподобный Иоанн Дамаскин (VIII век) считали, что это была комета. Ориген писал: «Думаем, что усмотренная ими на востоке звезда была новая и совершенно не похожая на обыкновенные звезды… Напротив, она была из рода тех звезд, которые показываются временно и называются кометами». В качестве объяснения причины явления кометы он приводит следующий аргумент: «Обыкновенно наблюдается, что при наступлении великих событий и чрезвычайных изменений на земле появляются подобного рода звезды…О кометах мы читаем, каким образом иногда кометы бывают даже вестниками наступления радостных событий. Если же таким образом при возникновении новых царств и при других важных событиях в мире появляются кометы или какие-либо иные звезды подобного же рода, то что же удивительного, если появление звезды сопровождало рождение Того, Кто должен был произвести обновление в человеческом роде и возвестить свое учение не только иудеям, но и грекам, и многочисленным варварским племенам?».
Святитель Иоанн Златоуст (IV век) считал, что Вифлеемская звезда — это «не обыкновенная звезда, и даже не звезда, а… какая-то невидимая сила, принявшая вид звезды».  
Также блаженный Феофилакт Болгарский (XI век) считал, что в образе звезды явилась божественная и ангельская сила:

Когда услышишь о звезде, не думай, что эта была одна из тех, которые мы видим: это была божественная и ангельская сила, явившаяся в образе звезды. Так как волхвы были астрологами, то Господь привел их чрез знакомое для них, подобно тому, как Петра-рыбаря изумил множеством рыб, которых он поймал во имя Христа. Что звезда действительно была сила ангельская, видно из того, что она светила днем, из того, что она шла, когда шли волхвы, и стояла, когда они отдыхали, особенно же из того, что она шла от северной стороны, где Персия, к южной, где Иерусалим, – звезда же никогда не движется от севера к югу.

### Мнения учёных

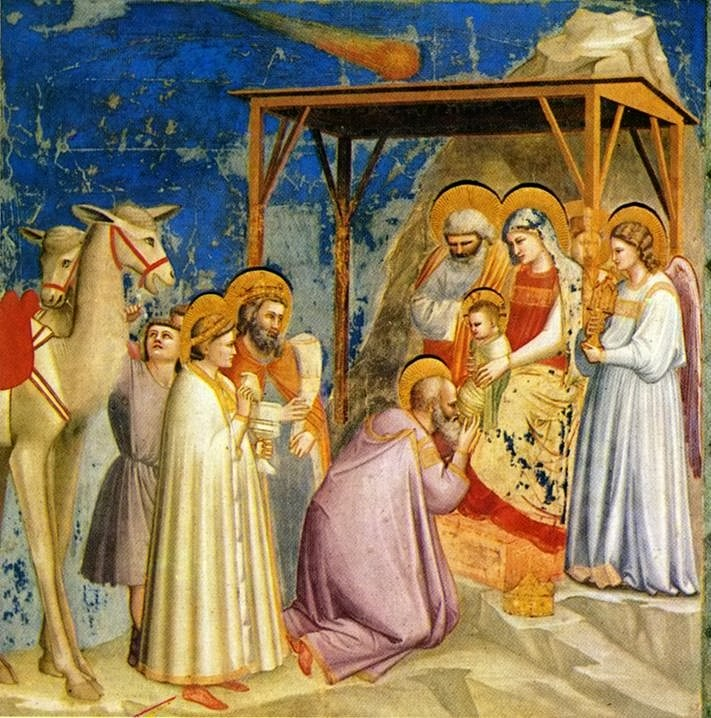
Комету Галлея использовал Джотто как модель для Вифлеемской звезды в «Поклонении волхвов» в капелле Скровеньи. Начало XIV века

Учёные пытаются использовать данные из Нового Завета о появлении Вифлеемской звезды для установления точной даты Рождества Христова. На роль возможных астрономических явлений подходят:
- комета Галлея — 26 августа 12 года до н. э.[1][13][14][15];
- соединение Юпитера и Сатурна в созвездии Рыб 15 ноября 7 года до н. э., и соединение Юпитера, Сатурна и Марса в начале марта 6 года до н. э. (по Иоганну Кеплеру);
- соединение Юпитера с Регулом 12 августа 3 года до н. э. и Венеры с Юпитером 17 июня 2 года до н. э., а 27 декабря того же 2 года до н. э. именно что остановка Юпитера среди звёзд в результате обычного перехода с прямого движения на попятное (по австралийскому учёному Дэйву Ренеке);
- новая звезда, вспыхнувшая близ беты Козерога — наблюдалась в течение 70 дней весной 5 года до н. э. (известна по китайским и корейским летописям[16]);
- сверхновая, аналогичная сверхновой Тихо Браге — (по Джероламо Кардано);
- новая звезда в созвездии Ориона — между 5 и 3 годами до н. э. (по китайским и персидским источникам);
- Сириус.
- Сверхновая, породившая туманность RCW 103[17].

## Роль в христианских обрядах

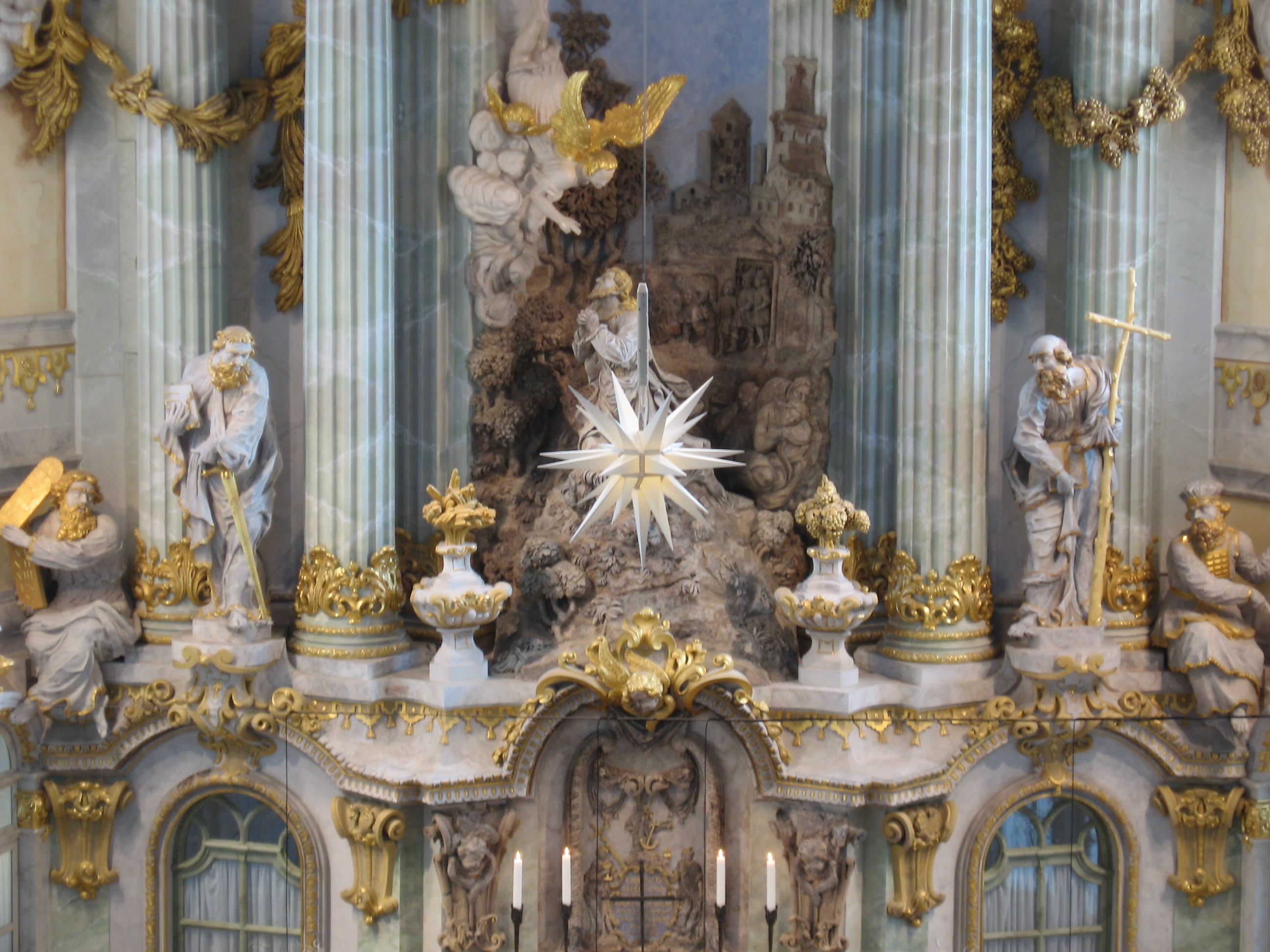
Моравская звезда — символ Вифлеемской звезды в моравской церкви

- Звездица — звезда, которую в церквях ставят на дискосе в память о Вифлеемской.
- Символ Вифлеемской звезды используется как элемент орнамента в декорировании иконостасов, церковной утвари и архитектурных деталей храмовых сооружений
- Восьмиконечная звезда-навершие — ёлочное украшение, которое ставят на верхушку рождественской ёлки.
- Вифлеемская звезда — украшение Рождественских праздников, как на улице, так и в помещениях.

## Звезда в искусстве и литературе
В вышине небесной

Много звёзд горит,

Но одна всех ярче

Радостью блестит.

То звезда Младенца

И Царя царей, —

В ясли Он положен

Матерью Своей.

И волхвы с востока

За Звездой идут,

И дары с любовью

Господу несут. Братья!
 
Поспешимте Господа принять,

Поспешим радушно

Хлеб и соль подать —

Он руками бедных

Этот хлеб возьмёт

И благословенье

Нам за то пошлёт.

Николай Гурьянов

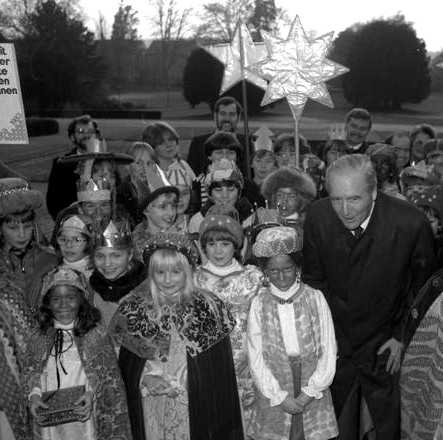
Рождественский праздник, Германия

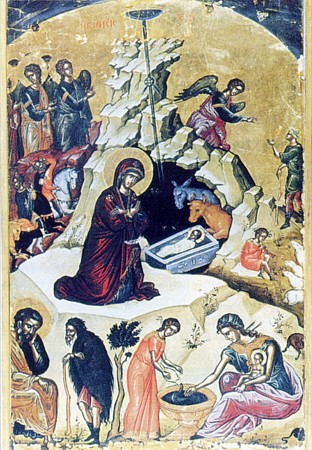
Русская икона Рождества Христова. Вифлеемская звезда изображена в центре вверху тёмным полукругом, с одним лучом, падающим вниз.

Вифлеемская звезда — непременный атрибут сцены «Поклонения волхвов» как в живописи, так и в театральных постановках.
В религиозных мистериях показ Вифлеемской звезды был важен: исследователи указывают, что необходимость продемонстрировать её движение по небосводу привело к изобретению некоторых театральных механизмов.
Считается, что в качестве образца для Вифлеемской звезды в «Поклонении волхвов» (Капелла Скровеньи, 1305 год) Джотто использовал комету Галлея (которая проходила над Землёй в 1301 году). В связи с этим Европейское космическое агентство назвало «Джотто» космический зонд, предназначенный для встречи с кометами.
В Москве и других городах проводится рождественский фестиваль современной христианской музыки «Вифлеемская звезда».
Артур Кларк использовал факт разгадки Вифлеемской звезды в будущем в фабуле рассказа «Звезда». Согласно сюжету, священник-иезуит в качестве геофизика входит в состав астрографической экспедиции, открывшей богатое и прекрасное наследие цивилизации, погибшей в результате взрыва сверхновой. По данным экспедиции, священник-учёный вычисляет точное время, когда сверхновая была видна с Земли и её положение над горизонтом:

Пока мы не исследовали туманность на месте, нельзя было сказать, когда произошёл взрыв. Теперь, обработав астрономические данные и сведения, извлечённые из скал уцелевшей планеты, я могу с большой точностью датировать катастрофу. Я знаю, в каком году свет исполинского аутодафе достиг нашей Земли, знаю, сколь ярко эта сверхновая, что мерцает за кормой набирающего скорость корабля, некогда пылала на земном небе. Знаю, что на рассвете она ярким маяком сияла над восточным горизонтом.
Не может быть никакого сомнения; древняя загадка наконец решена. И все же, о всевышний, в твоём распоряжении было столько звезд! Так нужно ли было именно этот народ предавать огню лишь затем, чтобы символ его бренности сиял над Вифлеемом?